# Riwaka
Riwaka is een hopvariëteit, gebruikt voor het brouwen van bier.
Deze hopvariëteit is een “aromahop”, bij het bierbrouwen voornamelijk gebruikt vanwege zijn aromatische eigenschappen. Het is een triploïde soort, ontwikkeld tijdens het "hops with a difference"-programma en door het HortResearch Riwaka Hop Research Centre op de markt gebracht in 1997.

## Kenmerken
- Alfazuur: 4,5 – 8%
- Bètazuur: 4 – 5%
- Eigenschappen: citrusaroma, voornamelijk pompelmoes